# Lymantria polycyma
Lymantria polycyma är en fjärilsart som beskrevs av Collenette 1936. Lymantria polycyma ingår i släktet Lymantria och familjen tofsspinnare. Inga underarter finns listade i Catalogue of Life.